# Reichsaramäisch
Als Reichsaramäisch bezeichnet man die aramäische Verkehrs- und Verwaltungssprache (Kanzleisprache) des Persischen Reiches in Syrien und Mesopotamien unter den Achämeniden.

## Geschichte und Bedeutung
Die Aramäer werden erstmals im 14. Jahrhundert v. Chr. in akkadischen Quellen erwähnt. Bereits vor der Mitte des ersten Jahrtausends v. Chr. hatte sich das Aramäische in ganz Vorderasien als Verkehrssprache durchgesetzt. Seine Schrift war eine Entlehnung des Kanaanäischen. Im Persischen Reich diente das Aramäische als Verkehrs- und Verwaltungssprache. Für diese Form des Aramäischen prägte Josef Markwart die Bezeichnung „Reichsaramäisch“. „Gleichzeitig begannen die in Vorderasien lebenden Semiten – die Akkader und die verschiedenen kanaanäischen Stämme – ihre Muttersprache zugunsten des Aramäischen aufzugeben“, das auch bei den Juden das Hebräische als gesprochene Sprache ablöste. Das Reichsaramäische übernahm Funktionen des Akkadischen und wurde Träger der „kanonischen“ mesopotamischen Kultur im gesamten Alten Orient, und die überlieferten Texte „dokumentieren die politischen, kulturellen, religiösen und sprachlichen Verhältnisse dieses ganzen Raumes von etwa 1000 v. Chr. bis 200 n. Chr.“. Die meisten späteren Erscheinungsformen des Aramäischen (darunter Teile des Tanach, jüdische und samaritanische Bibelübersetzungen wie die Targumim, Syrisch, Mandäisch und die neuaramäischen Sprachen) knüpfen an das Reichsaramäische an.

### Allgemein
- Holger Gzella: Imperial Aramaic. In: Stefan Weninger (Hrsg.): The Semitic Languages. An International Handbook (= Handbücher zur Sprach- und Kommunikationswissenschaft. 36). de Gruyter Mouton, Berlin u. a. 2011, ISBN 978-3-11-018613-0, S. 574–586.
- Holger Gzella: A Cultural History of Aramaic. From the Beginnings to the Advent of Islam (= Handbook of Oriental Studies. Sect. 1: The Near and Middle East Bd. 111). Brill, Leiden u. a. 2015, ISBN 978-90-04-28509-5.

### Grammatik
- Pontus Leander: Laut- und Formenlehre des Ägyptisch-Aramäischen (= Göteborgs Högskolas årsskrift. 34, 4, ZDB-ID 211567-0). Elander, Göteborg 1928.
- Holger Gzella: Tempus, Aspekt und Modalität im Reichsaramäischen (= Akademie der Wissenschaften und der Literatur. Veröffentlichungen der Orientalischen Kommission. 48). Harrassowitz, Wiesbaden 2004, ISBN 3-447-05094-2 (Zugleich: Heidelberg, Universität, Habilitations-Schrift, 2004).

### Wortschatz
- Jacob Hoftijzer, Karel Jongeling: Dictionary of the North-West Semitic Inscriptions (= Handbuch der Orientalistik. Abt. 1: Der Nahe und Mittlere Osten. Bd. 21, 1–2). 2 Bände (Bd. 1: ʾ – L. Bd. 2: M – T.). Brill, Leiden u. a. 1995, ISBN 90-04-09821-6 (Enthält den gesamten bekannten Wortschatz des Reichsaramäischen).